# Комбіноване збагачення за тертям, пружністю і контактною міцністю
Комбіноване збагачення за тертям, пружністю і контактною міцністю — спеціальний метод збагачення корисних копалин.

## Принципи розділення компонент корисних копалин
Збагачення за тертям і пружністю — це комбінований спосіб розділення грудок мінеральної сировини за коефіцієнтом відновлення швидкості COR і коефіцієнтом тертя розділюваних компонентів.
Однією з властивостей вапняків є те, що зі збільшенням їхньої міцності коефіцієнт тертя по плиті суттєво знижується, а коефіцієнт відновлення швидкості підвищується, що й може бути використано при збагаченні вапняків неоднакової міцності.
Метод застосовується при отриманні міцного щебеню для виробництва високоякісних (марочних) бетонів. При цьому використовуються відмінності в коефіцієнті відновлення швидкості і коефіцієнті тертя частинок, що розділяються. Принцип комбінованого збагачення реалізований у сепараторі М. К. Тимченка (Рис. 1).

Рис. 1 — Схема однобарабанного сепаратора М. К. Тимченка

## Сепаратор М.К.Тимченка
З бункера матеріал надходить у стабілізатор траєкторії, що дозволяє зміщати точку подачі матеріалу на барабан на величину а відносно його осі. Взаємодіючи з барабаном, частинки вапняку з високим коефіцієнтом відновлення відскакують від нього, глинисті частинки деформуються і виносяться барабаном у хвости.
Регулювання сепаратора здійснюється зміною точки подачі матеріалу на барабан і частоти обертання барабана. При необхідності перечисток використовують 2-барабанний сепаратор.

## Сепаратор ВНДІНеруд
На розділенні за пружністю і контактною міцністю основане збагачення талькових руд. Процес реалізовується в сепараторі ВНДІНеруд, представленому на рис. 2.
Тальк має меншу контактну міцність і менший коефіцієнт відновлення швидкості, ніж вмісні породи. При подачі збагачуваного матеріалу на обертовий зубчатий барабан грудки породи сильно закручуються і відкидаються на рифлену частину похилої площини, переміщуються по ній і потрапляють у збірник відходів 6. При контакті з барабаном частинка тальку отримує меншу швидкість обертання, тому що зуб 4 барабана зминає поверхню частинки тальку і відкидає її нижче, ніж породне зерно, на похилу площину 5, по якій вона й скочується у збірник концентрату 7.

Рис. 2 — Схема сепаратора ВНДІНеруд